# Anna Maire
Annette Delphine Ferret, plus connu sous son pseudo Anna Maire, est une artiste peintre française née et décédée à Besançon (1828-1906).

## Biographie
Annette Delphine Ferret est la fille naturelle d'une domestique. Elle est née à Besançon, le 2 mars 1828 et meurt dans cette ville, le 10 juillet 1906. Elle est adoptée par un sculpteur bisontin Jean-Baptiste Maire (1787 - 1859) et apprend avec lui les techniques du dessin et de la sculpture. Elle devient elle-même enseignante et elle est le professeur de Gaston Coindre. Elle est l'amie d'Alexandre Bertrand (1814-1878), dessinateur et caricaturiste bisontin. Anna Maire est la marraine de Césaire Phisalix.
Elle illustre Les Hautes montagnes du Doubs entre Morteau, Le Russey, Belvoir et Orchamps-Vennes depuis les temps celtiques... de l'abbé Narbey, Paris : A. Bray, 1868
Planches dessinées par Anna Maire ; et gravées par Coindre. Entre 1873 et 1906, elle grave ou fait imprimer une carte de visite. Ces cartes sont conservées à la bibliothèque de Besançon.
Son ami Félix-Henri Giacomotti réalise son portrait, conservé au musée de Besançon.

## Legs
A la fin de sa vie, elle désigne son ami le Général Jean Edmond Dessirier (1842 – 1906) comme exécuteur testamentaire. Il décède un mois avant elle mais sa famille reste chargée d'exécuter son testament. À son décès en 1906, elle lègue à l'école des Beaux Arts, 20 000 Francs pour organiser un prix Jean-Baptiste Maire qui sera décerné au deuxième prix de Rome et la même somme pour un prix Anna Maire, pour un concours de paysage.